# Temporada 1956 de las Grandes Ligas de Béisbol
La Temporada 1956 de las Grandes Ligas de Béisbol fue disputada de abril a octubre, con 8 equipos tanto en la Liga Americana como en la Liga Nacional
La temporada finalizó cuando New York Yankees derrotó en la Serie Mundial a Brooklyn Dodgers, que fue la misma del año anterior, en siete juegos. Lo notable de esta serie fue el juego perfecto del pitcher de los Yankees Don Larsen en el juego 5. 

## Premios y honores
- MVP
  - Mickey Mantle, New York Yankees (AL)
  - Don Newcombe, Brooklyn Dodgers (NL)
- Premio Cy Young
  - Don Newcombe, Brooklyn Dodgers (NL)
- Novato del año
  - Luis Aparicio, Chicago White Sox (AL)
  - Frank Robinson, Cincinnati Redlegs (NL)

## Temporada Regular
| Liga Americana        | Liga Americana | Liga Americana | Liga Americana | Liga Americana | Liga Americana | Liga Americana |
| Equipo                | V              | D              | CTE            | JD             | LOCAL          | VISITA         |
| --------------------- | -------------- | -------------- | -------------- | -------------- | -------------- | -------------- |
| New York Yankees      | 97             | 57             | .630           | -              | 49-28          | 48-29          |
| Cleveland Indians     | 88             | 66             | .571           | 9              | 46-31          | 42-35          |
| Chicago White Sox     | 85             | 69             | .552           | 12             | 46-31          | 39-38          |
| Boston Red Sox        | 84             | 70             | .545           | 13             | 43-34          | 41-36          |
| Detroit Tigers        | 82             | 72             | .532           | 15             | 37-40          | 45-32          |
| Baltimore Orioles     | 69             | 85             | .448           | 28             | 41-36          | 28-49          |
| Washington Senators   | 59             | 95             | .383           | 38             | 32-45          | 27-50          |
| Kansas City Athletics | 52             | 102            | .338           | 45             | 22-55          | 30-47          |

| Liga Nacional         | Liga Nacional | Liga Nacional | Liga Nacional | Liga Nacional | Liga Nacional | Liga Nacional | Liga Nacional |
| Equipo                | V             | D             | CTE           | JD            | LOCAL         | VISITA        |               |
| --------------------- | ------------- | ------------- | ------------- | ------------- | ------------- | ------------- | ------------- |
| Brooklyn Dodgers      | 93            | 61            | .604          | -             | 52-25         | 41-36         |               |
| Milwaukee Braves      | 92            | 62            | .597          | 1             | 47-29         | 45-33         |               |
| Cincinnati Redlegs    | 91            | 63            | .591          | 2             | 51-26         | 40-37         |               |
| St. Louis Cardinals   | 76            | 78            | .494          | 17            | 43-34         | 33-44         |               |
| Philadelphia Phillies | 71            | 83            | .461          | 22            | 40-37         | 31-46         |               |
| New York Giants       | 67            | 87            | .435          | 26            | 37-40         | 30-47         |               |
| Pittsburgh Pirates    | 66            | 88            | .429          | 27            | 35-43         | 31-45         |               |
| Chicago Cubs          | 60            | 94            | .390          | 33            | 39-38         | 21-56         |               |

## Postemporada
AL New York Yankees (4) vs. NL Brooklyn Dodgers (3)
|                                                |
| Campeón New York Yankees Décimo Séptimo Título |

## Líderes de la liga

### Liga Americana
Líderes de Bateo 
| Categoría           | Jugador       | Equipo | Marca |
| ------------------- | ------------- | ------ | ----- |
| Porcentaje de bateo | Mickey Mantle | NYY    | .353  |
| Cuadrangulares      | Mickey Mantle | NYY    | 52    |
| Carreras Impulsadas | Mickey Mantle | NYY    | 130   |
| Carreras Anotadas   | Mickey Mantle | NYY    | 132   |
| Hits                | Harvey Kuenn  | DET    | 196   |
| Robo de Bases       | Luis Aparicio | CHW    | 21    |

Líderes de Pitcheo 
| Categoría         | Jugador         | Equipo | Marca |
| ----------------- | --------------- | ------ | ----- |
| Victorias         | Frank Lary      | DET    | 21    |
| Derrotas          | Art Ditmar      | KCA    | 22    |
| ERA               | Whitey Ford     | NYY    | 2.47  |
| Ponches           | Herb Score      | CLE    | 263   |
| Entradas Lanzadas | Frank Lary      | DET    | 294   |
| Juegos salvados   | George Zuverink | BAL    | 16    |

### Liga Nacional
Líderes de Bateo 
| Categoría           | Jugador        | Equipo | Marca |
| ------------------- | -------------- | ------ | ----- |
| Porcentaje de bateo | Hank Aaron     | MLN    | .328  |
| Cuadrangulares      | Duke Snider    | BRO    | 43    |
| Carreras Impulsadas | Stan Musial    | STL    | 109   |
| Carreras Anotadas   | Frank Robinson | CIN    | 122   |
| Hits                | Hank Aaron     | MLN    | 200   |
| Robo de Bases       | Willy Mays     | NYG    | 40    |

Líderes de Pitcheo 
| Categoría         | Jugador                 | Equipo  | Marca |
| ----------------- | ----------------------- | ------- | ----- |
| Victorias         | Don Newcombe            | BRO     | 27    |
| Derrotas          | Ron Kline Robin Roberts | PIT PHI | 18    |
| ERA               | Lew Burdette            | MLN     | 2.70  |
| Ponches           | Sam Jones               | CHC     | 176   |
| Entradas Lanzadas | Bob Friend              | PIT     | 314.1 |
| Juegos salvados   | Clem Labine             | BRO     | 19    |